# Ben Healy (rugby à XV)
Pour les articles homonymes, voir Ben Healy et Healy (homonymie).

a Compétitions nationales et continentales officielles uniquement.

b Matchs officiels uniquement.
Dernière mise à jour le 25 juin 2024.
Ben Healy, né le 29 juin 1999 à Tipperary (Irlande), est un joueur international écossais de rugby à XV d'origine irlandaise. Il évolue au poste de demi d'ouverture au sein de l'effectif d'Édimbourg Rugby en United Rugby Championship.

## Biographie

### Jeunesse et formation
Ben Healy naît à Tipperary, sa mère est d'origine écossaise. Il commence la pratique du rugby à XV dans le club de Nenagh Ormond RFC (en) basé dans le comté de Tipperary. Il est scolarisé dans la Glenstal Abbey School (en) où il joue pour l'équipe de rugby de l'établissement avec laquelle il remporte la première Munster Schools Rugby Senior Cup (en) de l'équipe en tant que capitaine en 2018,. Il représente les équipes de jeunes du Munster dans les catégories des moins de 18 ans jusqu'en moins de 20 ans, avant d'intégrer l'Academy (le centre de formation) lors de l'été 2018,. En parallèle, il joue pour les équipes d'Irlande des moins de 18 ans et des moins de 19 ans.
Il évolue également avec le club de Garryowen FC en championnat d'Irlande. Avec ce club, il remporte la Coupe d'Irlande, en 2019, en inscrivant treize points en finale, contribuant à la victoire 45-21 de son équipe.
Toujours en 2019, il est retenu par l'équipe d'Irlande des moins de 20 ans pour participer au Tournoi des Six Nations des moins de 20 ans. Il dispute les trois dernières journées de la compétition et remporte la compétition avec son équipe en réalisant le Grand Chelem,,. Deux mois plus tard, il est de nouveau retenu pour disputer le Championnat du monde junior. Il joue quatre rencontres mais son équipe ne se qualifie pas pour les phases finales et terminent à la huitième place de la compétition,.

### Débuts au Munster (2019-2023)
Ben Healy fait ses débuts professionnels avec le Munster lors de la septième journée de la saison 2019-2020 du Pro14, au Musgrave Park de Cork, où il est titulaire au poste de demi d'ouverture et inscrit onze points au pied, sur les seize de son équipe, permettant de décrocher le bonus défensif contre Édimbourg. Deux mois plus tard, il fait ses débuts en Coupe d'Europe contre les Ospreys. Cette saison-là, il dispute une autre rencontre, en tant que remplaçant, et inscrit six autres points.
La saison suivante, il a l'occasion de se montrer et de gagner en temps de jeu à la suite de la longue indisponibilité sur blessure de Joey Carbery. De ce fait, il est alors retenu pour la première journée de Pro14 pour affronter les Scarlets à l'extérieur, en qualité de remplaçant, il entre alors à la place de JJ Hanrahan et prend une part prépondérante dans le succès de son équipe en inscrivant dix points au pied, dont notamment une transformation permettant de revenir à un score de parité à 27 partout à la 77e minute, ainsi qu'une pénalité de 51 mètres quatre minutes plus tard permettant d'obtenir la victoire de son équipe sur le fil. La semaine suivante, il est récompensé de cette bonne entrée en étant titularisé pour affronter Édimbourg contre qui il est décisif une nouvelle fois, inscrivant vingt des vingt-cinq points de son équipe, dont la transformation de la gagne à la 76e minute, lors de leur victoire 25-23. Mi-décembre 2020, il se blesse lors d'un match de Coupe d'Europe face aux Harlequins, le rendant alors indisponible pour la journée suivante face à l'ASM Clermont Auvergne. Dans un même temps, des rumeurs l'envoient chez les Glasgow Warriors, qui viennent de voir partir leur ouvreur Adam Hastings avec effet immédiat, ces derniers étant intéressés par Ben Healy en raison de son éligibilité pour une potentielle sélection avec la sélection écossaise. Néanmoins, il signe peu de temps après son premier contrat senior pour une saison avec le Munster. Quelques semaines après sa prolongation, il inscrit son premier essai professionnel face au Benetton Rugby Trévise, un essai décisif permettant à son équipe d'obtenir le bonus offensif et scellant la victoire sur un score de 31 à 17. Le Munster se qualifie pour la finale du Pro14, mais il n'est pas retenu pour ce match que son équipe perd 16 à 6 face au Leinster. Cette saison-là, il dispute un total de dix-sept rencontres pour sept titularisations et inscrit quatre-vingt-sept points. Après cette saison prometteuse de sa part, il reçoit le prix "Academy Player of the Year" récompensant le meilleur joueur issu du centre de formation de la province du Munster.
Après le départ de JJ Hanrahan à l'ASM Clermont Auvergne, il a la possibilité de devenir un joueur important de l'effectif pendant la saison à venir, se retrouvant alors en concurrence avec Jack Crowley mais derrière Joey Carbery. Lors de la deuxième journée de Coupe d'Europe, il affronte le Castres olympique et inscrit quatorze points, permettant à son équipe de s'imposer 19-13. En janvier 2022, il signe une prolongation de contrat d'une saison. Quatre mois plus tard, il participe au quart de finale de Coupe d'Europe contre le Stade toulousain, entrant en jeu à neuf minutes de la fin du match, il manque notamment la pénalité de la gagne à plus de 50 mètres dans les arrêts de jeu puis sur ses deux tentatives de tirs au but il connaît la même mésaventure, tandis que ses homologues toulousains ne tremblent pas et éliminent donc le Munster de la compétition. Durant cette saison, il inscrit cent-vingt-trois points en vingt rencontres disputées dont dix titularisations.
En début de saison 2022-2023, il est l'ouvreur titulaire du Munster durant les quatre premières journées de United Rugby Championship (nouveau nom du Pro14). Néanmoins, il perd ce statut par la suite au profit de Joey Carbery et Jack Crowley. En novembre 2022, il est tout de même titulaire lors de la victoire 28-14 du Munster face à l'Afrique du Sud XV, l'équipe réserve sud-africaine. En janvier suivant, il fait une entrée décisive face à l'Ulster, inscrivant dix points en sept minutes dont l'essai de la victoire à la 79e minute de jeu qu'il transforme pour permettre à son équipe de s'imposer d'un point 15-14 à l'extérieur.

### Débuts internationaux et départ en Écosse (2023-)
Quelques jours plus tard, il est annoncé qu'il rejoint Édimbourg Rugby à partir de la saison suivante dans le but de gagner en temps de jeu et de postuler avec l'équipe d'Écosse,. Dans la foulée de la signature de son futur transfert, il est appelé par la sélection écossaise en marge du Tournoi des Six Nations 2023. Il est retenu pour la dernière journée de la compétition, jouant ses premières minutes internationales face à l'Italie. De retour avec sa province, il est dans un premier temps éliminé dès les huitièmes de finales de Champions Cup par l'équipe sud-africaine des Sharks. Puis, le Munster se qualifie toutefois en finale du United Rugby Championship après avoir battu le Leinster en demi-finale. En finale, les Irlandais affrontent les Sud-Africains des Stormers, et Ben Healy entre en jeu en seconde période pour cette rencontre. Le Munster s'impose 19 à 14 et remporte cette compétition pour la première fois depuis 2011,. Le même mois, il est retenu dans une pré-liste pour préparer la Coupe du monde 2023.
Fin juillet 2023, il connait sa première titularisation en équipe d'Écosse lors d'un test match contre l'Italie. Il est l'auteur d'une bonne performance en distillant notamment une passe décisive au pied pour Darcy Graham, inscrivant également dix points au pied et étant élu homme du match. Le mois suivant, il est retenu définitivement pour le Mondial. Pendant la compétition, il participe seulement à une rencontre de poule contre la Roumanie en tant que titulaire où il contribue à la large victoire 84-0 de son équipe en inscrivant un total de vingt-sept points dont son premier essai en sélection et onze transformations. Son équipe est cependant éliminée dès cette phase.
Après la Coupe du monde, il fait son arrivée à Édimbourg et fait ses débuts, en tant que titulaire, avec sa nouvelle équipe lors de la première journée de l'URC à l'extérieur contre les Dragons, il se montre décisif en inscrivant dix-sept points, contribuant à la victoire 22-17 des siens et étant élu homme du match. Lors de la quatrième journée, il inscrit un drop contre le Connacht à la quatre-vingtième minute de jeu pour permettre à son équipe de s'imposer 25 à 22. Durant la première partie de saison, il s'est imposé comme l'ouvreur titulaire de sa nouvelle équipe. Au mois de janvier 2024, il est sélectionné pour le Tournoi des Six Nations. Pendant le Tournoi, il fait seulement partie des trois premières feuilles de match en tant que remplaçant mais n'entre en jeu qu'à une reprise lors de la victoire contre les Anglais où il joue les trois dernières minutes de la rencontre. De retour avec Édimbourg, il dispute le reste de la saison et termine meilleur réalisateur du United Rugby Championship avec 175 points inscrits. Pour sa première saison, il s'impose comme l'ouvreur titulaire en disputant les dix-huit rencontres de phase régulière d'URC mais aussi cinq des six rencontres de Challenge Cup que son équipe dispute, toutes en tant que titulaire, et marque 218 points.
Durant l'été suivant, il est convoqué en sélection nationale pour la tournée en Amérique.

## Statistiques

### Statistiques en province
| Saison          | Club            | Compétition               | Matchs | Points | Essais | Pén. | Tr. | Drops |
| --------------- | --------------- | ------------------------- | ------ | ------ | ------ | ---- | --- | ----- |
| 2019-2020       | Munster         | Pro14                     | 2      | 17     | 0      | 3    | 4   | 0     |
| 2019-2020       | Munster         | Coupe d'Europe            | 1      | 0      | 0      | 0    | 0   | 0     |
| 2020-2021       | Munster         | Pro14                     | 13     | 77     | 1      | 14   | 15  | 0     |
| 2020-2021       | Munster         | Coupe d'Europe            | 1      | 3      | 0      | 1    | 0   | 0     |
| 2020-2021       | Munster         | Pro14 Rainbow Cup         | 3      | 7      | 0      | 1    | 2   | 0     |
| 2021-2022       | Munster         | United Rugby Championship | 16     | 95     | 0      | 15   | 25  | 0     |
| 2021-2022       | Munster         | Coupe d'Europe            | 4      | 28     | 0      | 6    | 5   | 0     |
| 2022-2023       | Munster         | United Rugby Championship | 14     | 60     | 2      | 8    | 13  | 0     |
| 2022-2023       | Munster         | Champions Cup             | 1      | 3      | 0      | 1    | 0   | 0     |
| Total Munster   | Total Munster   | Total Munster             | 55     | 292    | 3      | 49   | 65  | 0     |
| 2023-2024       | Édimbourg       | United Rugby Championship | 18     | 175    | 0      | 34   | 35  | 1     |
| 2023-2024       | Édimbourg       | Challenge Cup             | 5      | 43     | 0      | 5    | 14  | 0     |
| Total Édimbourg | Total Édimbourg | Total Édimbourg           | 23     | 218    | 0      | 39   | 49  | 1     |

### Statistiques en équipe nationale
Ben Healy compte 8 sélections dont 4 en tant que titulaire, depuis sa première sélection le 18 mars 2023 face à l'Italie. Il a inscrit 59 points.
Il participe à deux éditions du Tournoi des Six Nations en 2023 et 2024.
Il participe également à une édition de la Coupe du monde en 2023, il dispute un match en tant que titulaire et inscrit vingt-sept points.
| Numéro | Date              | Lieu                       | Adversaire | Compétition    | Résultat | Score |
| ------ | ----------------- | -------------------------- | ---------- | -------------- | -------- | ----- |
| 1      | 30 septembre 2023 | Stade Pierre-Mauroy, Lille | Roumanie   | Coupe du monde | Victoire | 84-0  |

## Palmarès

### En club
- Vainqueur de la Coupe d'Irlande en 2019 avec Garryowen FC.
- Finaliste du Pro14 en 2021 avec le Munster.
- Vainqueur du United Rugby Championship en 2023 avec le Munster.

### En sélection nationale
- Vainqueur du Tournoi des Six Nations des moins de 20 ans en 2019 (Grand Chelem) avec l'équipe d'Irlande des moins de 20 ans.

### Distinctions personnelles
- Meilleur réalisateur du United Rugby Championship en 2024 (175 points).